# Маріон Візель
Маріон Роуз Візель (англ. Marion Rose Wiesel, народжена як Мері Ренате Ерстер; 27 січня 1931, Відень, Австрія — 2 лютого 2025, Гринвіч, Коннектикут, США) — австрійсько-американська громадянка, яка пережила Голокост, філантроп і перекладач. Дружина письменника та лавреата Нобелівської премії миру 1986 року Елі Візеля, який пережив Голокост. 14 його книжок вона переклала англійською мовою. Найважливішим з них був її переклад книги «Ніч», основаної на його досвіді перебування в концентраційних таборах Аушвіц і Бухенвальд. 2001 року президент США Білл Клінтон нагородив її Президентською громадянською медаллю, а 2007 року президент Франції Жак Ширак призначив її командором Почесного легіону.

## Ранні роки

### Європа
Народилася у Відні, Австрія, 27 січня 1931 року. Її мама, Джетта (Хубель) Ерстер, вибрала ім'я Мері через любов до Америки. Її батько Еміль володів меблевим магазином. Спочатку росла у Відні, але у 7 років сім'я була змушена втекти після нацистської анексії Австрії 1938 року.
Спочатку опинилася в Бельгії, там вона вирішила більше не використовувати Мері як своє ім'я, а натомість називалася Маріон. У Бельгії брала активну участь у молодіжному русі Ірґун. Потім з сім'єю втекла до Франції, але 1940 року після окупації Франції нацистами, її з сім'єю інтернували до табору Гюрс. Їм вдалося втекти до Марселя, де сусіди допомогли переховуватись. 1942 року змогли переправитися до Базеля, Швейцарія, де жив мамин родич, який мав швейцарське громадянство. Там вони жили до 1949 року. Як пристрасна сіоністка, пізніше сказала: «У нас не було [держави Ізраїль] у 1940-х роках, коли моїй сім'ї потрібно було кудись їхати, і сильна держава Ізраїль є найкращою гарантією у світі, що більше ніколи не буде Аушвіца, який поглинув шість мільйонів євреїв».

### США
1949 року сім'я Ерстерів емігрувала до США за сприяння ХІАС, тоді знаного як Товариство допомоги єврейським іммігрантам. Навчалася в Університеті Маямі, але переважно жила в Нью-Йорку, де працювала на фабриці з виробництва бюстгальтерів і продавчинею в універмазі Russeks на П'ятій авеню в центрі Мангеттену. У 1950-х роках приєдналася до Національної асоціації сприяння розвитку кольорового населення, виступала за громадянські права в США на півдні США та проти расової сегрегації на півдні та дискримінації в США.
Наприкінці 1950-х років вийшла заміж за Ф. Пітера Роуза, бізнесмена з нерухомост. У них двох народилася донька Дженніфер. Згодом шлюб розпався.

## Подальше життя
Наприкінці 1960-х років зустріла американського письменника румунського походження, професора, політичного активіста та людину, яка пережила Голокост, Елі Візеля на званій вечері на Мангеттені у Нью-Йорку. На той момент вона виховувала маленьку доньку та була розлучена. Вільно володіла п'ятьма мовами. Елі Візель писав у мемуарах: «Я не знаю, що мене найбільше вразило в ній. Делікатність її рис, яскравість її слів або широта її знань про мистецтво, музику та театр». На першому побаченні вони обговорювали французьку літературу.
Вони одружилися 2 квітня 1969 року в Старому місті Єрусалима в Ізраїлі. Автор Джозеф Бергер написав у біографії «Елі Візель: Протистояння мовчанню» (2023): «У розташуванні зірок, які допомогли Візелю стати міжнародною іконою, його шлюб із Маріон був одним із найважливіших». Вони жили на Верхньому Вест-Сайді Мангеттену і розмовляли вдома французькою.
6 червня 1972 року народила сина Шломо Еліша Візеля (який вибрав друге ім'я Еліша), назвавши Шломо на честь діда по батькові, якого убили у Бухенвальді під час Голокосту, а Еліша означає „Бог є порятунком“. Елі Візель написав, що народження їхнього сина „назавжди позначить моє існування. Маленький хлопець на руках у своєї матері освітить наше життя“.
Померла у своєму будинку в Гринвічі, штат Коннектикут, США, 2 лютого 2025 року у 94 роки.

## Кар'єра

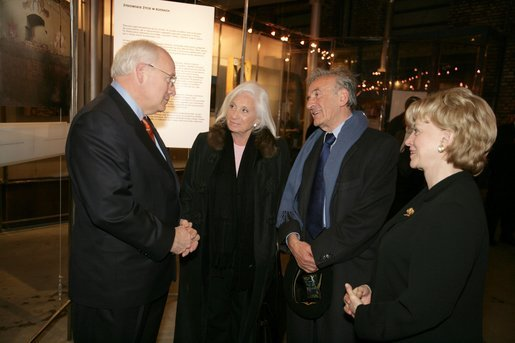
Меріон та Елі Візель (у центрі) зустрічаються з віцепрезидентом США Діком Чейні та другою леді Лінн Чейні у Європейському музеї „Галіція“, 2005 рік.

Професійно переклала 14 книг свого чоловіка з французької на англійську. Найважливішим із них був її переклад 2006 року його книги „Ніч“, основаної на його досвіді перебування в концентраційних таборах Аушвіцу та Бухенвальду у 1944—1945 роках, яка після її перекладу розійшлася накладом у три мільйони примірників. Крім того, вона консультувала та навчала свого чоловіка щодо його публічних виступів, зокрема телеінтерв'ю.
Відредагувала „Дати їм світло“ (1993), колекцію фотографій російсько-американського фотографа Романа Вишняка присвячених східноєвропейським євреям до Другої світової війни. Крім того, написала сценарій, була оповідачем і продюсером документальної стрічки „Діти ночі“ (1999) про 1,3 мільйона дітей, убитих під час Голокосту. Продюсувала телевізійні програми, серед яких «Світ Елі Візеля», «Концерт в Осло: Данина миру» та «Пасхальна агада». Була головою-засновником Меморіального музею Голокосту, заснованого 1993 року.

## Філантропія
На гроші, які отримав її чоловік як лавреат Нобелівської премії миру 1986 року, Візелі заснували Фонд Елі Візеля для людства для боротьби з дискримінацією та несправедливістю, сприяння міжнародному діалогу та навчання дітей не бути байдужими до страждань інших. Була повністю залучена у роботу фонду і працювала його віцепрезидентом.
Як його виконавчий директор і голова, вона очолювала центри Бейт Ципора (названі на честь молодшої сестри Елі Візеля Ципори, яку вбили в Аушвіці у 7 років) в Ізраїлі, як частину роботи фонду. Щороку центр забезпечує навчанням і підтримкою понад 1000 ізраїльських єврейських дітей ефіопського походження, які зіткнулися з проблемами інтеграції в ізраїльське суспільство.

## Відзнаки

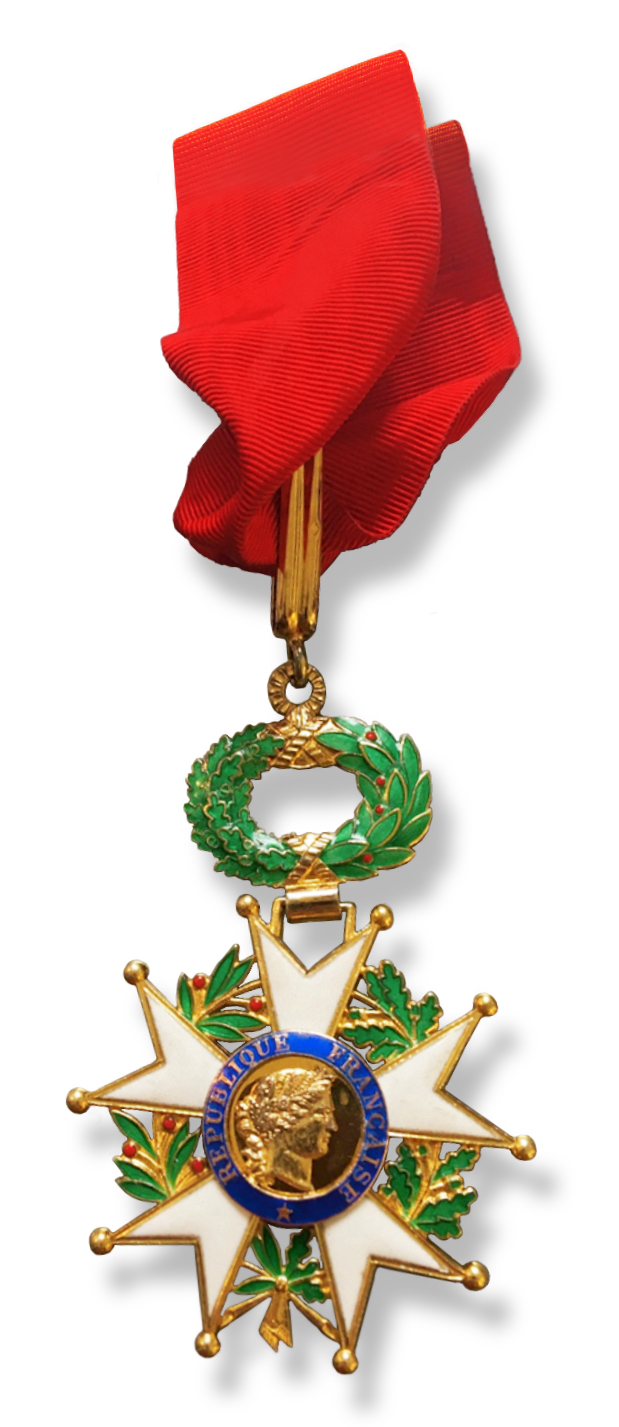
Медаль Командора Почесного легіону

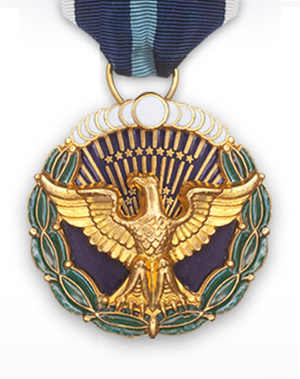
Президентська громадянська медаль США

1990 року здобула почесний ступінь доктора гуманної літератури Бостонського університету. 1995 року здобула ступінь почесного доктора Університету Бар-Ілана.
1987 року Франція нагородила її орденом Мистецтв та літератури. 1991 року президент Франції Франсуа Міттеран надав їй звання кавалера Почесного легіону. 2000 року президент Франції Жак Ширак підвищив її до офіцера Почесного легіону, а 2007 році до командора Почесного легіону.
2001 року президент Білл Клінтон надав їй Президентську громадянську медаль. Медаль надається президентом США на знак визнання громадян США за взірцеву службу нації. На врученні Клінтон сказав, що нагороджує за її «місію надії проти ненависті, життя проти смерті, добра над злом», і зазначив, що завдяки пережитим голоду, хвороб і смерті вона «набрала мужності, щоб присвятити своє життя навчанню інших, особливо дітей, людській ціні ненависті, нетерпимості та расизму».
2013 році разом з Елі Візелем нагороджена нагородою Теодора Герцля Світового єврейського конгресу за їхні життєві досягнення. Нагороду їм надав колишній держсекретар США Гілларі Клінтон, яка сказала, що Візелі "зіграли ключову роль у приверненні Шоа до суспільної свідомості та «працювали над подоланням байдужості до страждань пригноблених і маргіналізованих груп населення в усьому світі: радянських євреїв, індіанців міскіто, біженців з Камбоджі, в'язнів з колишньої Югославії, жертв геноциду в Дарфурі».